# 日立アドバンストサーバHA8000
日立アドバンストサーバHA8000 (HA8000) は、日立製作所が製造、販売していた、ビジネス向けの小規模エントリサーバから基幹業務までカバーするPCサーバ商品のことである。「HA8000」は「えいちえーはっせん」と発音する。また8000の部分を簡略化し、千の単位を示すk（キロ）を付け、「HA8k」（えいちえーはちけー）と表記されることもしばしばである。2021年8月現在、x86サーバとして後継のHA8000Vシリーズを販売している。

## 概要
HA8000シリーズはフロントエンド層、アプリケーション層、バックエンド層までカバーするラインナップを持っており、キャビネット型、ラックマウント型と用途により差別化を図っている。
また、標準で3年間無償保証（1年目は「維持保守」（障害発生時にはサービス員が速やかに出向いて修理）、2年目3年目は「出張修理」（障害発生の連絡をした翌平日以降の都合の良い日時にサービス員が出向いて修理））となっている（一部モデルを除く）。
障害発生をリモートで保守会社へ通知し、早期に障害対応が可能なモデルも存在する。
また、2006年より「おまかせ安心モデル」と称し、3年間の無償保証（3年間の「維持保守」に加え、「定期点検」「2年目の無停電電源装置のバッテリ無償交換」「バックアップメディアの無償提供」）が他社製品と差別化を図るために導入された。
2006年春モデルよりSerial Attached SCSIモデルも登場した。

## ラインナップ
ラックマウント型には16Uのハーフラックと38Uのフルラックタイプがある。38Uモデルについては最大3ラックまで連結が可能である。

### タワー型サーバ
- HA8000/TS10 (1年保証)
- HA8000/TS20 (3年保証)

### ラックサーバ
- HA8000/RS110 (1年保証,1U)
- HA8000/RS210 (3年保証,2U)
- HA8000/RS220 (3年保証,2U)
- HA8000/RS440 (3年保証,4U)
- HA8000/TS20 (3年保証,5U)

### エコロジーサーバ
省電力や省スペースに対応したラックサーバ
- HA8000-es/RS110 (1U)
- HA8000-es/RS210 (1U)
- HA8000-es/RS220 (2U)

## 過去に販売されたモデル
過去には多数のモデルが販売された。

### 低価格モデル
- HA8000/10V（キャビネットタイプ、1年保証）
- HA8000/50V（キャビネットタイプ、1年保証）

### ワークグループモデル
- HA8000/20W（キャビネットタイプ、3年保証、おまかせ安心モデル）現在は40dbの静音化モデルとして販売。
- HA8000/30W（キャビネットタイプ（ラック搭載可能[3U]）、3年保証、おまかせ安心モデル）
- HA8000/70W（キャビネットタイプ、ラックマウントタイプ[5U]、3年保証、おまかせ安心モデル）
- HA8000/110W（ラックマウント専用[1U]、3年保証、おまかせ安心モデル）
- HA8000/130W（キャビネットタイプ、ラックマウントタイプ[3U]、3年保証、おまかせ安心モデル）
- HA8000/140

### ミッドレンジモデル
- HA8000/150
- HA8000/170
- HA8000/180
- HA8000/250
- HA8000/270（キャビネットタイプ、ラックマウントタイプ[5U]、1年保証、おまかせ安心モデル）

### エンタープライズモデル
- HA8000/280
- HA8000/380

## 外部記憶装置

### コンパクトディスクアレイ
- CR80（販売終了、ハードディスク15台搭載可能。2Gbps FibreChannelを搭載していた。）
- BR20
- BR50

### ストレージソリューション
日立製作所製ストレージソリューションに対応。大容量のデータを保管できる。

### その他の外部記憶装置
- AIT
- LTO
- DVD-RAM/DVD-ROM
- DVD-RAMチェンジャー
- DAT
- DATチェンジャー
- 光磁気ディスク
- LTOライブラリー

## その他の構成部品
オプションとして次のような物が搭載可能である。
- スイッチングハブ
- 無停電電源装置（APC社製のOEM）
- ロードバランサ
- 液晶ディスプレイ
- コンソールユニット（ラックマウント時に必要な時に引き出して使える収納型ディスプレイとキーボードなどが一緒になった物）
- キーボード、ディスプレイ切り替えコンソール
- バックアップユニット
- SVPボード（自動制御、リモートメンテナンス等に使われる）
- 他社製ラックマウント用金具（特注の場合有り）
- ハブ収納ユニット（ラックにハブを置くための台であるが、いろいろな機材を収納したり設置することができる）